# Koloss
Koloss – siódmy album studyjny szwedzkiej grupy muzycznej Meshuggah. Wydawnictwo ukazało się 23 marca 2012 roku nakładem wytwórni muzycznej Nuclear Blast. Nagrania zostały zarejestrowane w Fear And Loathing Studios w Sztokholmie. Miksowanie odbyło się w Dug Out Studio w Uppsala. Z kolei mastering odbył się w The Mastering Room w Göteborgu. Album dotarł do 17. miejsca listy Billboard 200 w Stanach Zjednoczonych sprzedając się w nakładzie 18 000 egzemplarzy w przeciągu tygodnia od dnia premiery.

## Lista utworów
Opracowano na podstawie materiału źródłowego.
| CD  | CD                                              | CD              | CD                                  | CD      |
| Nr  | Tytuł utworu                                    | Słowa           | Muzyka                              | Długość |
| --- | ----------------------------------------------- | --------------- | ----------------------------------- | ------- |
| 1.  | „I Am Colossus”                                 | Tomas Haake     | Mårten Hagström, Fredrik Thordendal | 4:43    |
| 2.  | „The Demon's Name Is Surveillance”              | Tomas Haake     | Fredrik Thordendal                  | 4:40    |
| 3.  | „Do Not Look Down”                              | Tomas Haake     | Mårten Hagström, Fredrik Thordendal | 4:43    |
| 4.  | „Behind the Sun”                                | Tomas Haake     | Jens Kidman                         | 6:13    |
| 5.  | „The Hurt That Finds You First”                 | Mårten Hagström | Mårten Hagström                     | 5:33    |
| 6.  | „Marrow”                                        | Tomas Haake     | Mårten Hagström, Fredrik Thordendal | 5:36    |
| 7.  | „Break Those Bones Whose Sinews Gave It Motion” | Tomas Haake     | Mårten Hagström                     | 6:56    |
| 8.  | „Swarm”                                         | Tomas Haake     | Mårten Hagström, Fredrik Thordendal | 5:27    |
| 9.  | „Demiurge”                                      | Mårten Hagström | Mårten Hagström                     | 6:15    |
| 10. | „The Last Vigil” (utwór instrumentalny)         |                 | Mårten Hagström                     | 4:32    |
|     |                                                 |                 |                                     | 54:38   |

| DVD | DVD                                                                             | DVD     |
| Nr  | Tytuł utworu                                                                    | Długość |
| --- | ------------------------------------------------------------------------------- | ------- |
| 1.  | „Konstrukting The Koloss” (reżyseria, realizacja: Owe Lingvall, Anders Björler) | 25:00   |
| 2.  | „Meshuggah In India” (reżyseria, realizacja: Anders Björler)                    | 26:25   |
|     |                                                                                 | 51:25   |

## Twórcy
Opracowano na podstawie materiału źródłowego.
| - Jens Kidman - wokal prowadzący - Fredrik Thordendal - gitara rytmiczna, gitara prowadząca, inżynieria dźwięku - Mårten Hagström - gitara rytmiczna, gitara prowadząca - Dick Lövgren - gitara basowa |  | - Tomas Haake - perkusja - Daniel Bergstrand - miksowanie - Göran Finnberg - mastering - Luminokaya - okładka, oprawa graficzna |

## Wydania
| Rok  | Nr katalogowy          | Format                             | Wydawca       | Region        | Źródło |
| ---- | ---------------------- | ---------------------------------- | ------------- | ------------- | ------ |
| 2012 | 27361 23880, NB 2388-0 | CD, Album + DVD-V, PAL +, Ltd, Sli | Nuclear Blast | Niemcy/Europa | [ 6 ]  |
| 2012 | NB 2388-1              | 2xLP, Album                        | Nuclear Blast | Niemcy/Europa | [ 6 ]  |
| 2012 | NB 2388-1, 27361 23881 | 2xLP, Album, Ltd, Bro              | Nuclear Blast | Niemcy/Europa | [ 6 ]  |
| 2012 | 27361 23881, NB 2388-1 | 2xLP, Album, Ltd, Cle              | Nuclear Blast | Niemcy/Europa | [ 6 ]  |
| 2012 | NB 2388-2              | CD, Album                          | Nuclear Blast | Niemcy/Europa | [ 6 ]  |